# Železniční trať Cheb – Hranice v Čechách
Železniční trať Cheb – Hranice v Čechách (v jízdním řádu pro cestující označená číslem 148) je železniční trať o délce 44 km, která vede z chebského nádraží přes zastávku Františkovy Lázně-Aquaforum do stanice Františkovy Lázně. Z Františkových Lázní pokračuje na zastávku Vojtanov obec a poté do obce Hazlov. Z Hazlova poté míří do Aše, kde zastavuje nejprve ve stanici Aš a poté dále do dopravny Aš město. Odtud pokračuje trať dále do zastávek Aš předměstí, Štítary, Podhradí, Studánka až do dopravny Hranice v Čechách.
Budoucnost části tratě Aš město – Hranice v Čechách je nejistá. Dříve pravidelné osobní vlaky absolvovaly celou trať z Chebu do Hranic, později byl provoz v úseku Aš město – Hranice v Čechách omezen na čtyři páry pravidelných vlaků denně. V jízdním řádu 2023/2024 tudy jezdil v obou směrech jen jeden vlak denně, o víkendu pak dva.[zdroj?]
Na této trati provozují pravidelnou osobní dopravu České dráhy s využitím motorových vozů řady 810 a motorových jednotek řady 814+914.[zdroj?]
Provozování dráhy na této trati zajišťuje Správa železnic.

## Historie trati

### Úsek Cheb–Aš
Trať zprovoznily v roce 1865 Bavorské státní dráhy jako součást spojení z Oberkotzau u Hofu do Chebu. V úseku z Chebu přes Františkovy Lázně a dále až po Seníky trať vedla v souběhu se současně stavěnou tratí Saských státních drah z Plavna do Chebu. Až do roku 1877, kdy byla zprovozněna trať z Oberkotzau do Markredwitzu po trati jezdila veškerá doprava v relaci Hof–Řezno, pak byla významná pro export západočeského uhlí.
V roce 1920 trať přešla na Německé říšské dráhy, teprve v roce 1945 připadla ČSD. Původní, první chebské nádraží bylo postaveno v roce 1865, ale podlehlo spojeneckým náletům v roce 1945, stejně jako jeho široké okolí. Zbytky byly téhož roku strženy, a postaveno provizorní dřevěné nádraží. Současné nádraží bylo zprovozněno až v roce 1962. Během bombardování byl také zničen železniční viadukt. Po válce byl viadukt rekonstruován, ale již jen s jednou kolejí, pro obě výše zmíněné tratě. V roce 1963 byl elektrifikován úsek z Chebu po výhybnu Seníky. Společný úsek mezi Františkovými lázněmi a výh. Seníky byl nadále provozován jako dvoukolejka, nyní je však tato výhybna mimo provoz a úsek je tak falešnou dvoukolejkou.

### Úsek Aš – Hranice v Čechách
Trať v úseku z ašského hlavního nádraží do města Hranice (tehdy Rossbach, žel. zastávka Hranice v Čechách) byla vystavěna v letech 1884-1885 Rakouskými místními dráhami a hned 26. září 1885 zprovozněna. Stala se tak druhou železniční dráhou procházející Aší. K původnímu ašskému nádraží, nazývanému „Bavorské“, které patřilo Bavorským drahám, přibylo nádraží Aš město, které vystavěly Rakouské dráhy. Později přibylo ještě menší nádraží Aš předměstí. Úsek z Aše do Hranic měl pouze charakter místní přepravy. To se změnilo v době, kdy se v Hranicích rozšířila textilní výroba a výrobky poté byly exportovány do světa po železnici.
Bavorské nádraží na stanici Aš bylo zbouráno v roce 1968, další budova, postavená v roce 1969, byla v roce 2023 nahrazena novostavbou menších rozměrů. Nádraží Aš město vydrželo do dnešních dnů, a bylo v roce 2008 kompletně rekonstruováno. Nádraží Aš předměstí bylo zbouráno v letech 2001–2002 a v jeho místech se dnes nachází pouze zastávka s plechovým přístřeškem.

### Úsek Hranice v Čechách – Adorf
Úsek z Hranic do saského Adorfu byl budován v letech 1904–1906. Vedl přes stanice Arnsgrün, Freiberg a Leubetha. Hlavním důvodem jeho stavby bylo rozšíření textilní výroby v Hranicích i v saském pohraničí. Při tom bylo opuštěno staré hranické nádraží nacházející se na jihozápadním okraji města a vybudováno nové nádraží jihovýchodně od středu města. I úsek na saské straně hranic byl vystavěn a provozován Rakouskými státními drahami, po nichž jej převzaly ČSD a provozovaly až do roku 1938.
Kolejiště v tomto úseku sloužilo až do roku 1949, a vžil se pro něj místní název „Mockel“ na saské straně a „Bockel“ na české. Po válce bylo kolejiště používáno jen sporadicky k nákladní dopravě, a později přestalo svému účelu sloužit úplně. Později bylo kolejiště od nádraží Hranice v Čechách ke státní hranici demontováno, a již nikdy nebylo obnoveno. Později byla zrušena i německá nádraží ve Freibergu a Arnsgrünu.

## Železniční stanice a zastávky
| km | Stanice                     | Zázemí                          | Foto |
| -- | --------------------------- | ------------------------------- | ---- |
| 0  | Cheb                        | nádraží                         |      |
| 6  | Františkovy Lázně-Aquaforum | zastávka (přístřešek kov, sklo) |      |
| 7  | Františkovy Lázně           | nádraží                         |      |
| 16 | Vojtanov obec               | zastávka (dřevěný přístřešek)   |      |
| 19 | Hazlov                      | nádraží                         |      |
| 28 | Aš                          | nádraží                         |      |
| 30 | Aš město                    | nádraží budova                  |      |
| 32 | Aš předměstí                | zastávka (kovový přístřešek)    |      |
| 35 | Štítary                     | zastávka (přístřešek zděný)     |      |
| 37 | Podhradí                    | zastávka (přístřešek zděný)     |      |
| 40 | Studánka                    | nádraží (budova zbourána 2012)  |      |
| 44 | Hranice v Čechách           | nádraží (budova zbourána )      |      |